# Cuerdas
Cuerdas (spanisch für „Saiten, Taue, Strippen, Seile“, internationaler Titel Strings) ist ein spanischer Kurzfilm, der 2014 von Pedro Solís García geschrieben und produziert wurde. Bis 31. Dezember 2018 gewann der Kurzfilm 384 Auszeichnungen, was ihn zum Animations-Kurzfilm mit den meisten Auszeichnungen macht („Guinness World Records 2021“).

## Handlung
Ein Junge kommt an ein Internat. Die anderen Kinder misstrauen ihm und weichen ihm aus, weil er im Rollstuhl sitzt und bis auf seine Augen kein Körperteil bewegen kann. Nur das fröhliche und neugierige Mädchen Maria will mit ihm spielen. Weil er aber nicht imstande ist, etwas selbst zu machen, nimmt sie ein Stück Seil (Erklärung des Titels) und bindet es an sein Handgelenk. Nun verbringt sie jede freie Minute mit ihm, was die anderen Kinder nicht verstehen können. Maria hilft dem Jungen, ein Tor beim Fußball zu schießen, indem sie sein Bein mit dem Seil bewegt und auch, um mit seiner Hand ein Buch umzublättern. Eines Tages, als er die Pause im Klassenzimmer verbringen muss, bleibt sie bei ihm und schaltet den Plattenspieler an. Dann nimmt sie ihn aus dem Rollstuhl, schließt ihn in die Arme und tanzt mit ihm zu der Musik. Dabei scheint er zu versuchen, zu lächeln.
An einem anderen Tag findet Maria seinen Rollstuhl im Gang des Internates und auch das Stück Seil darauf liegend. Zuerst ist sie voller Freude, doch ihre Hoffnung wird zerbrochen, als sie zufällig ein Gespräch mit der Lehrerin mitanhört, durch das sie erfährt, dass der Junge in der Nacht verstorben ist. Voller Trauer geht sie weg.
Jahre später ist Maria Lehrerin im Internat geworden und trägt das Seilstück zur Erinnerung an ihrem Handgelenk.